# Koen van der Biezen
Koen van der Biezen (Nuland, 10 juli 1985) is een voormalig Nederlands voetballer die als aanvaller speelt.
De spits begon zijn voetbalcarrière bij de amateurs van RKVV Nulandia. Daarna genoot zijn jeugdopleiding bij TOP Oss alwaar hij in 2004 vertrok naar Utrecht om in Jong FC Utrecht te gaan spelen.
In de zomer van 2006 tekende van der Biezen voor FC Den Bosch dat hij per 1 januari 2009 verliet voor Go Ahead Eagles uit Deventer. Eind juli 2011 tekende hij bij Cracovia Kraków in Polen. Na de degradatie in 2012 tekende hij bij Karlsruher SC. In januari 2015 ging hij naar DSC Arminia Bielefeld. In juli 2016 vertrok hij naar SC Paderborn 07. In januari 2018 keerde hij terug bij Top Oss waar hij tot het einde van het seizoen 2017/18 tekende. Vanaf het seizoen 2019/20 speelt Van der Biezen voor SV TEC in de Tweede divisie. Na dit seizoen stopte hij als voetballer.
Sindsdien zit hij bij hoofdklasser OJC Rosmalen, waar hij jeugdtrainer en spitsentrainer van het eerste elftal is. Af en toe speelt hij ook nog mee bij het eerste elftal.

## Clubstatistieken
| Seizoen | Club                  | Competitie     | Duels | Goals |
| ------- | --------------------- | -------------- | ----- | ----- |
| 2006/07 | FC Den Bosch          | Eerste divisie | 30    | 5     |
| 2007/08 | FC Den Bosch          | Eerste divisie | 37    | 18    |
| 2008/09 | FC Den Bosch          | Eerste divisie | 22    | 7     |
| 2008/09 | Go Ahead Eagles       | Eerste divisie | 14    | 6     |
| 2009/10 | Go Ahead Eagles       | Eerste divisie | 11    | 7     |
| 2010/11 | Go Ahead Eagles       | Eerste divisie | 32    | 16    |
| 2011/12 | Cracovia Kraków       | Ekstraklasa    | 24    | 4     |
| 2012/13 | Karlsruher SC         | 3. Liga        | 34    | 15    |
| 2013/14 | Karlsruher SC         | 2. Bundesliga  | 29    | 8     |
| 2014/15 | Karlsruher SC         | 2. Bundesliga  | 12    | 0     |
| 2014/15 | DSC Arminia Bielefeld | 3. Liga        | 12    | 1     |
| 2015/16 | DSC Arminia Bielefeld | 2. Bundesliga  | 7     | 0     |
| 2016/17 | SC Paderborn 07       | 3. Liga        | 31    | 4     |
| 2017/18 | SC Paderborn 07       | 3. Liga        | 13    | 0     |
| 2017/18 | TOP Oss               | Eerste divisie | 16    | 0     |
| 2018/19 | TOP Oss               | Eerste divisie | 13    | 1     |
| Totaal  | Totaal                | Totaal         | 337   | 92    |